# カナダの栄誉章

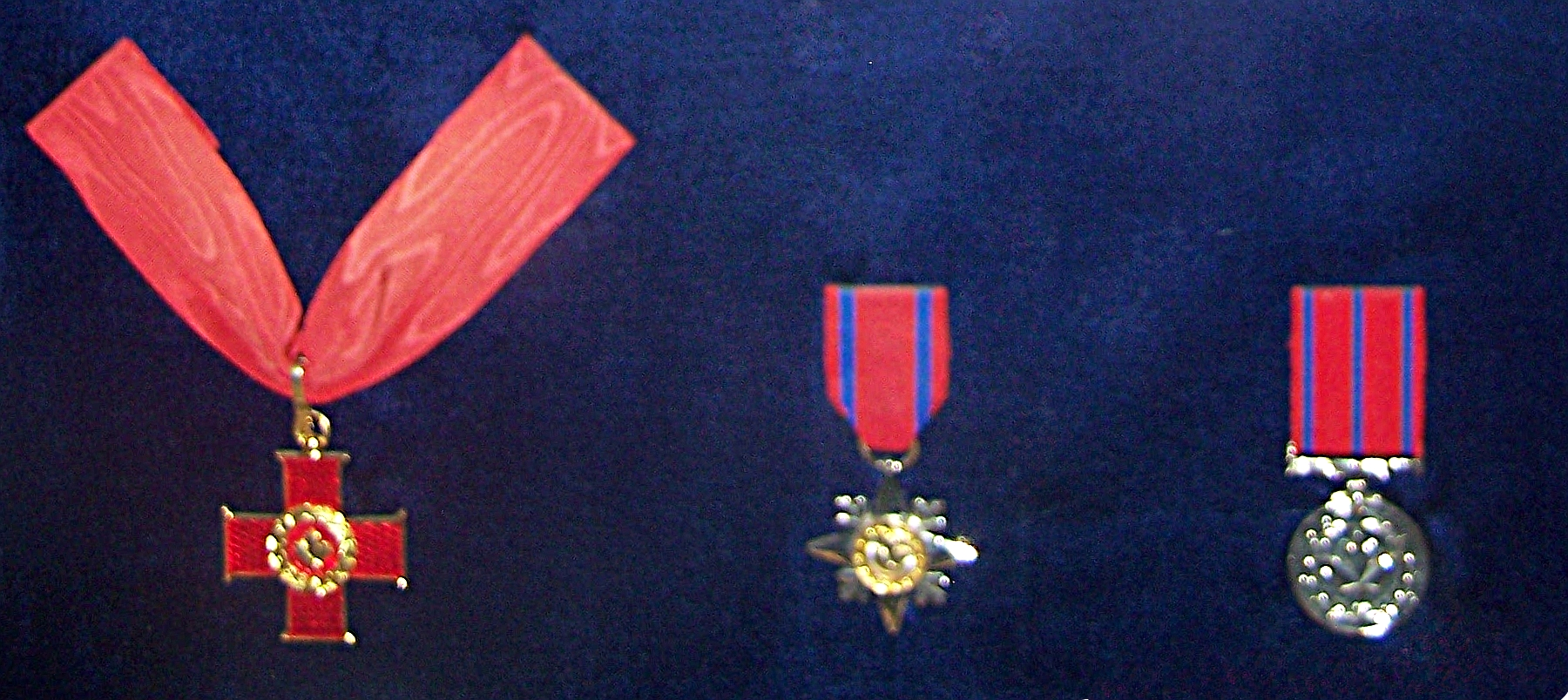
左からクロス・オブ・ヴァロー、スター・オブ・カレッジ、メダル・オブ・ブレイヴリー

カナダの栄誉章 (Canadian Bravery Decorations)はカナダにおいて勇敢な行為を讃える勲章の一群である。カナダの栄典制度の一部として1967年に制定された。1972年に改定されている。カナダの栄誉章は「敵前ではない場所での勇気ある行動」を讃えるものであり、軍人以外の一般市民も授与対象となる。
カナダの栄誉章には以下のものがある。
- クロス・オブ・ヴァロー
- スター・オブ・カレッジ
- メダル・オブ・ブレイヴリー